# Stretta di mano

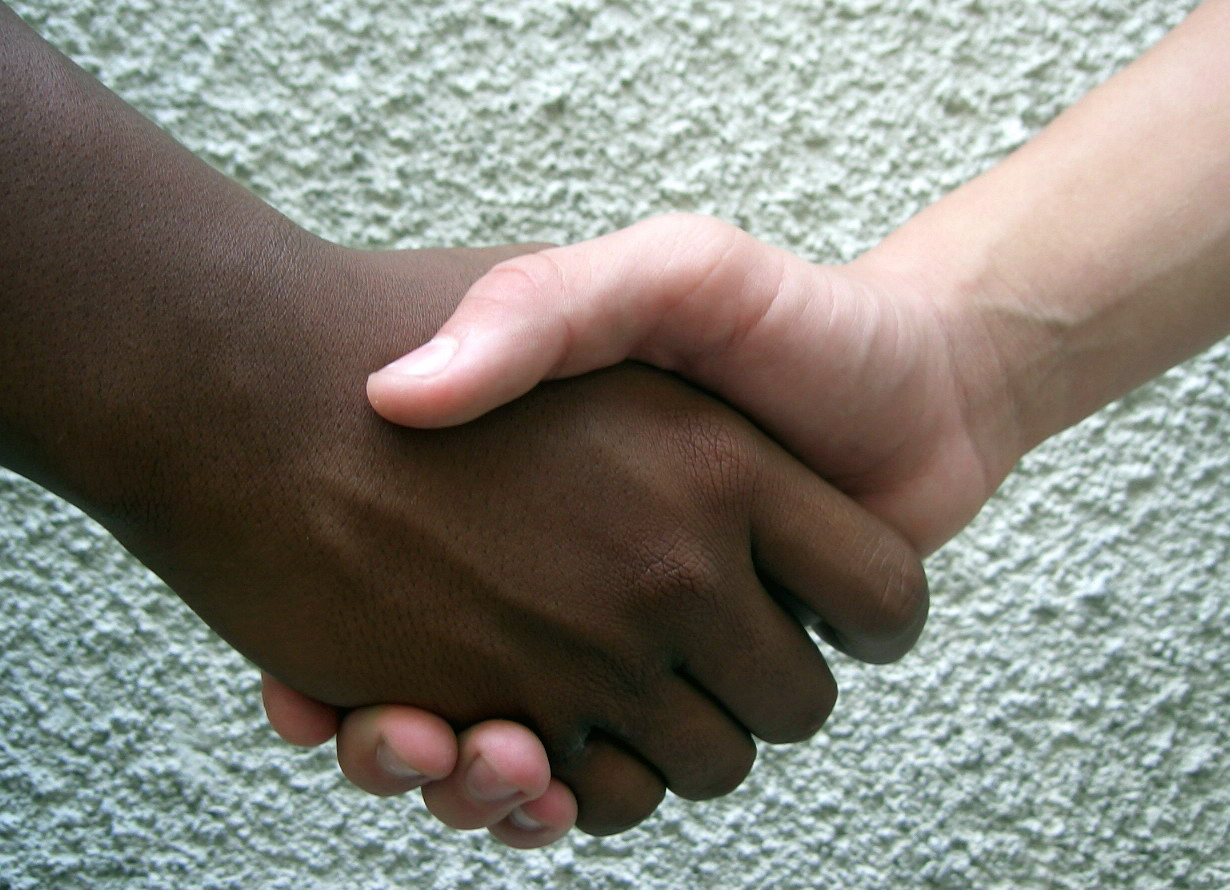
Due persone si stringono la mano

La stretta di mano è un gesto con valenze perlopiù di saluto ma che può essere utilizzato anche per indicare ringraziamento, accordo, congratulazioni.
Si effettua tra due persone che si porgono e afferrano reciprocamente la mano (di norma la destra), effettuando spesso con le mani così unite un movimento più o meno marcato in su e in giù. È un gesto molto antico e comune a numerose culture, a volte con varianti (per esempio in Nordafrica viene accompagnato dal gesto di portare la mano libera al petto da parte dei due che si stringono la mano).
L'usanza risale all'antichità ed in Europa il suo uso è nato tra i signori di famiglie differenti, stringendosi l'avambraccio per confermare che non si avessero armi bianche nascoste nella manica: nel corso dei secoli, il saluto si è modificato in quello che conosciamo oggi.

## Storia

### Civiltà mediorientali
La stretta di mano non è un prodotto della società moderna, e nemmeno esclusivo del mondo occidentale. La sua origine risale a più di 5.000 anni fa, confermato da geroglifici egizi che rappresentano patti ed accordi tra uomini e dei che, solitamente, stringevano la mano in segno di accordo. Uno degli antecedenti storici più importanti proviene da Babilonia quasi 4.000 anni fa, più esattamente nel 1800 a.C. Durante la celebrazione del nuovo anno, il monarca babilonese doveva realizzare un cortese atto di sommissione davanti a Marduk, il maggior dio babilonese. Questo atto consisteva nel dirigersi verso la statua del suddetto dio e, in segno di rispetto, stringere la sua mano. Quest'azione, che originariamente significava il trasferimento o acquisizione dei poteri, fu modificata dopo una lunga guerra. Quando gli Assiri invasero la Babilonia, i suoi re si videro obbligati a continuare col suddetto atto come segno di rispetto per evitare che il popolo conquistato si ribellasse e iniziarono a stringere la mano a Marduk. Immediatamente gli Assiri cominciarono a credere che questa fosse una tradizione generale e la adottarono, come se fosse loro, usandola in tutto il Medio Oriente.
Anche i riti di iniziazione ai culti misterici del dio indo-iranico Mitra prevedevano la stretta con la mano destra. Abbiamo testimonianza di ciò nelle immagini dipinte della basilica romana di San Lorenzo in Damaso e sui muri interni di un mitreo della siriana Dura Europos.

### Civiltà occidentali
In Grecia ed a Roma era comune salutare stringendosi la mano, ma in un modo diverso da quello che facciamo oggi. A quell'epoca si afferrava l'avambraccio o il polso dell'altra persona stringendo fortemente. Questo si convertì in un'abitudine, sia nella Grecia post-omerica sia a Roma, nonostante derivasse da un rito molto antico. Quando nelle prime tappe della Grecia, marcata da vari dialetti, si incontravano due persone residenti di paesi o città diverse in mezzo a un campo, o viaggiatori in sentieri solitari, la prima cosa che facevano era ritirare le proprie daghe e vedere come reagiva la controparte. Se l'altra persona dava segno di non voler combattere, si procedeva a rimettere la daga nel fodero e afferrare fortemente il polso destro dell'altra persona -in segno che uno non ritirasse la propria daga e lo pugnalasse a tradimento-, allora in quel momento, potevano procedere a dialogare tranquillamente e sapere se l'altra persona avesse qualcosa da barattare o comprare.
Nell'antica Roma la stretta di mano era un gesto tipico del matrimonio, spesso suggellato con la dextrarum iunctio inter coniuges, l'unione della mano destra tra coniugi. La manus per un romano era la potestà sulla figlia che passava dal padre al marito. Il matrimonio poteva essere suggellato dai due sposi unendo le mani ed era detto cum manu (con mano), oppure poteva avvenire senza toccarsi le mani e allora era detto sine manu. Nel primo caso il marito acquisiva l'intera potestà sulla moglie e i suoi beni, nel secondo la donna restava in parte sottoposta al padre.
Le tesserae hospitales ("tessere di ospitalità"), con raffigurate spesso due mani intrecciate, erano in uso nell'antica Roma e presso i Celti spagnoli e le popolazioni di alcune parti della Gallia. Erano fatte di osso, metallo, avorio o altri materiali e potevano anche prendere forma di animali, teste umane o figure geometriche. Ciascuno dei due contraenti, i cui nomi erano incisi sulla tessera unitamente al patto di ospitalità stipulato, conservava a garanzia metà dell'oggetto.
Le cerimonie religiose cristiane presto iniziarono ad utilizzare la stretta di mano, così come facevano anche i sacerdoti del dio Mitra con il nuovo adepto. Nel Medioevo si affermò il "toccamano", che poteva essere sia un semplice toccarsi dei palmi sia una stretta vera e propria. Con il "toccamento" venivano suggellate promesse matrimoniali tra famiglie oppure si stringeva un patto fra compagni d'armi, sodali e alleati. Il toccamano era usato anche per un accordo commerciale o un contratto tra lavoratore e datore di lavoro. Nel corso del Seicento i quaccheri si strinsero la mano come formula di saluto che simboleggiava l'uguaglianza fra le persone (fra di loro si chiamavano tutti friend). La stretta si diffuse poi in Inghilterra e in Germania e quindi nel resto d'Europa per il suo valore egualitario e antiaristocratico quando la borghesia andò sempre più affermandosi nella società.
Nel XIX secolo la stretta di mano fu utilizzata anche dai membri dei sindacati, dalle organizzazioni operaie e delle società segrete come la Massoneria.

### Varie civiltà
In Tibet si congiungono le mani al petto e può succedere che un contadino anziano mostri la lingua per trasmettere un sentimento di fiducia, per manifestare la propria purezza di cuore. Negli Emirati Arabi Uniti e in Oman gli uomini si salutano sfregando l'uno contro l'altro i propri nasi, mentre i Maori della Nuova Zelanda sfregano anche le fronti (il saluto è l'hongi). 
Il saluto tradizionale degli Eschimesi, tipico del popolo Inuit (kunik), consiste in un lieve strofinamento dei nasi accompagnato da un'inspirazione.
In Kenya, nel salutare una persona anziana o un personaggio di rango, si allaccia la sinistra al polso dell'interlocutore.

## Caratteristiche
A seconda degli usi prevalenti, la stretta di mano è legata a obblighi e divieti. Nel mondo occidentale è più frequente tra uomini, in culture che praticano una rigida separazione dei sessi è proibita o vista con sfavore tra persone di sesso diverso. Ad esempio, le tradizioni islamiche riportano che Maometto, che pure esortava in continuazione i fedeli a stringersi la mano ogniqualvolta si incontrassero, si sarebbe rifiutato per tutta la vita di stringere la mano ad una donna.

## Araldica
In araldica la rappresentazione della stretta di mano prende il nome di fede.

## Galleria d'immagini

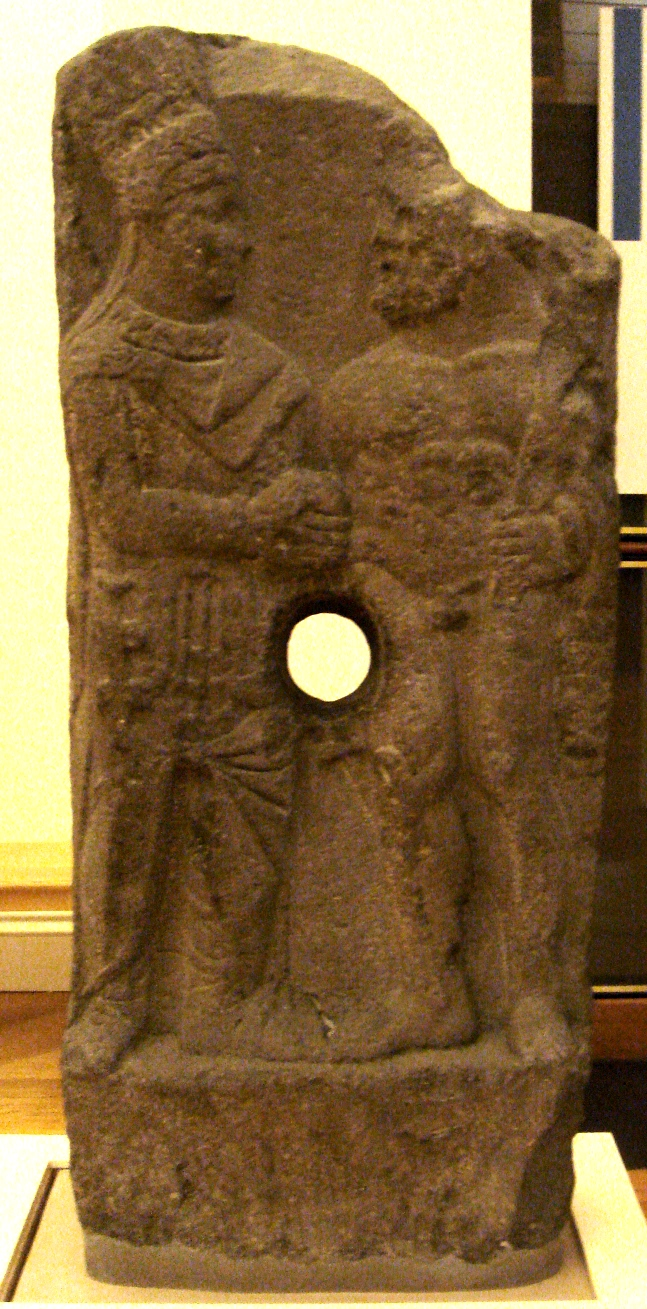
Antioco I di Commagene stringe la mano a Eracle, 70-38 a.C., (British Museum).
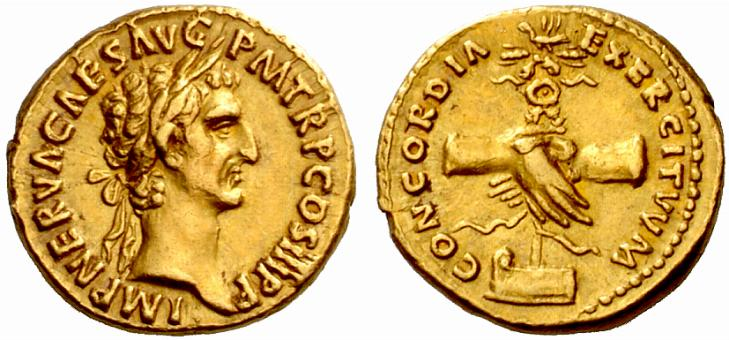
Una moneta di Nerva (I secolo d. C.) che raffigura una stretta di mano
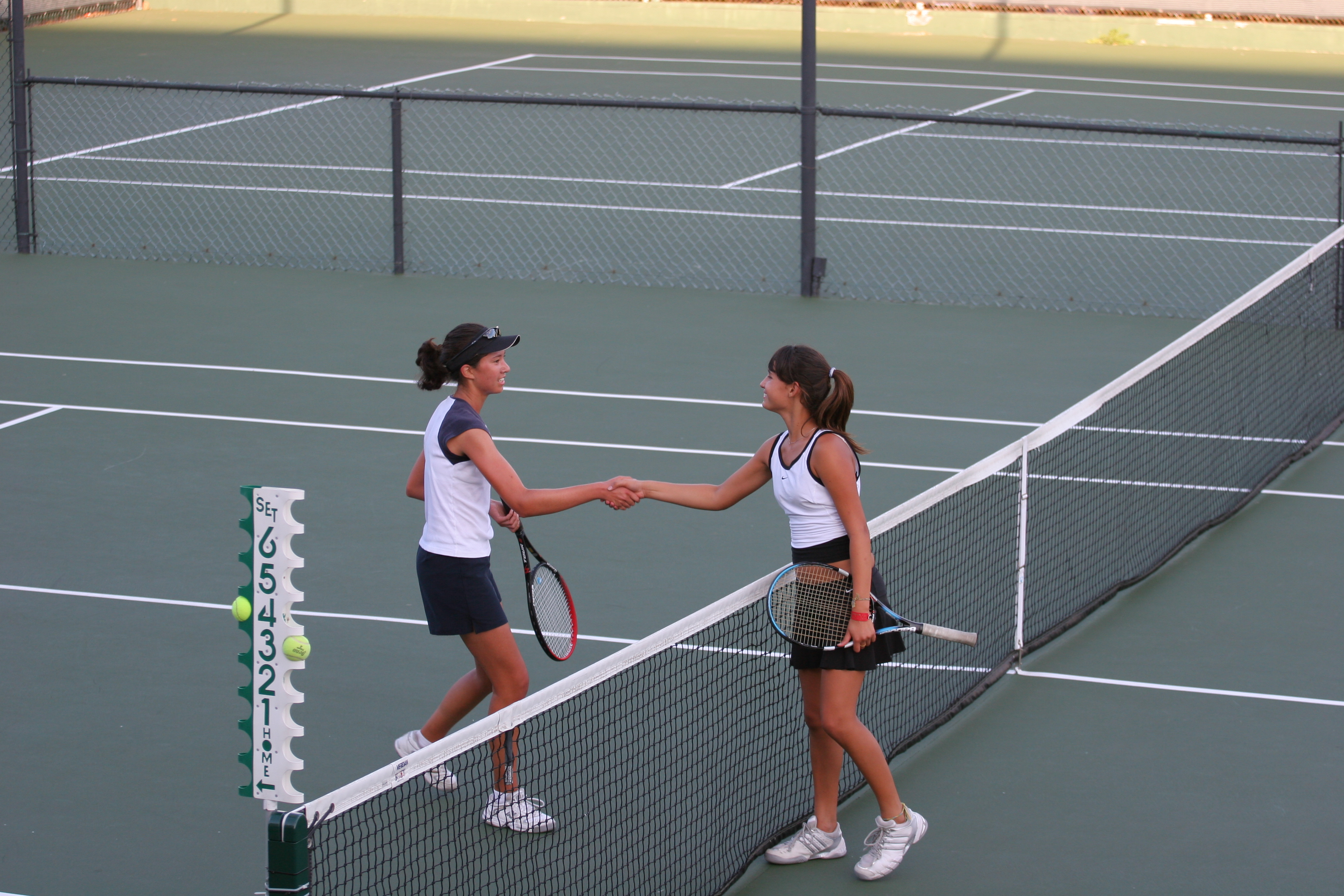
Stretta di mano tra due tenniste: simbolo di lealtà sportiva.
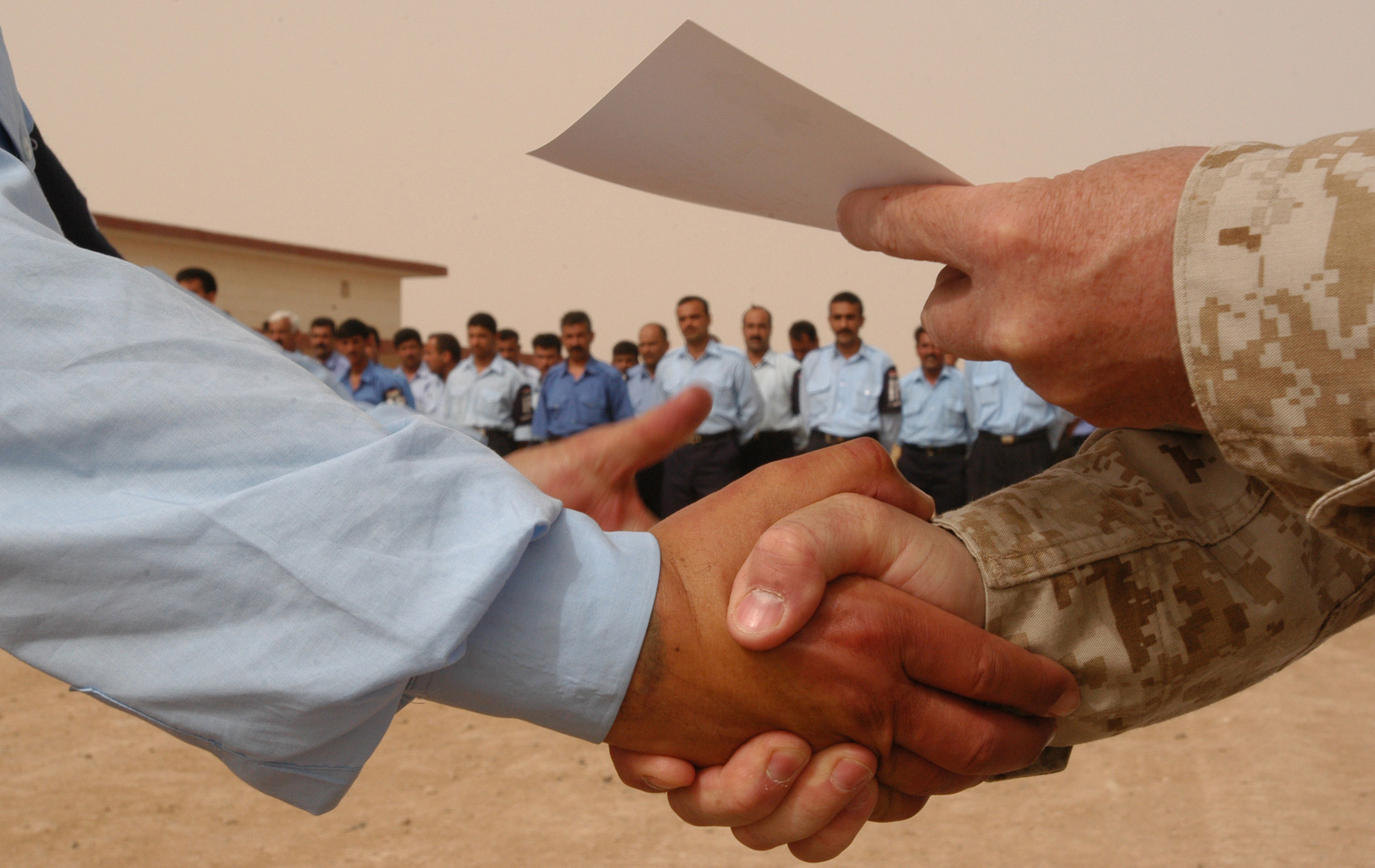
Stretta di mano con la destra mentre la sinistra consegna un diploma: simbolo di congratulazioni